# Roman Górowski
Roman Górowski (ur. 1900, zm. 10 sierpnia 1938 w Tatrach) – polski aktor teatralny.
Od 1924 przez dwa sezony występował w warszawskim Teatrze im. Bogusławskiego, a następnie wyjechał do Lublina i w sezonie 1926/1927 był aktorem Teatru Miejskiego. Kolejny sezon spędził w Teatrze Miejskim w Grodnie, w kolejnych latach często zmieniał sceny na których występował. Z epitafium nagrobnego na cmentarzu Bródnowskim (kw. 54E-II-15) wynika, że zginął tragicznie podczas wyprawy w Tatrach.

## Przebieg pracy zawodowej
- 1924-1926 – Teatr im. W.Bogusławskiego w Warszawie
- 1926-1927 – Teatr Miejski w Lublinie
- 1927-1928 – Teatr Miejski w Grodnie
- 1928-1929 – Teatr Gong w Krakowie
- 1929-1930 – Teatr Popularny i Teatr Kameralny w Łodzi
- 1930-1933 – Teatr Nowy w Poznaniu
- 1933-1934 – Teatr Polski w Poznaniu
- 1934-1935 – Teatr Kameralny w Częstochowie
- 1936-1938 – Teatr im. Wyspiańskiego w Katowicach